# Chet Baker
Chesney Henry "Chet" Baker Jr. (23 de dezembro de 1929 – 13 de maio de 1988) foi um trompetista e vocalista de jazz norte-americano. Ficou conhecido por grandes inovações no cool jazz que lhe renderam o apelido de "Príncipe do Cool".
Baker ganhou grande atenção e elogios da crítica durante a década de 1950, especialmente por álbuns que destacavam seus vocais: Chet Baker Sings (1954) e It Could Happen to You (1958). O historiador do jazz Dave Gelly descreveu o potencial do início da carreira de Baker como "James Dean, Sinatra e Bix, tudo em um". Seu vício em drogas amplamente divulgado também contribuiu para sua notoriedade e fama. Baker passou por várias prisões antes de ressurgir na carreira no final dos anos 1970 e 1980.

## Biografia

### Primeiros anos
Baker nasceu em 23 de dezembro de 1929 em Yale, Oklahoma, e cresceu em um ambiente musical.(p169) Seu pai, Chesney Baker Sr., era um guitarrista profissional de Western swing, e sua mãe, Vera Moser, era pianista e trabalhava em uma fábrica de perfumes. Sua avó materna era norueguesa.(p10) Baker disse que, devido à Grande Depressão, seu pai, embora talentoso, teve que abandonar a carreira musical e arrumar um emprego convencional. Em 1940, quando Baker tinha 10 anos, sua família se mudou para Glendale, Califórnia.
Baker começou sua carreira musical cantando em um coral da igreja. Seu pai, fã de Jack Teagarden, deu-lhe um trombone, mas ele trocou pelo trompete aos 13 anos, quando o trombone se mostrou grande demais para ele. Sua mãe disse que ele já memorizava músicas do rádio antes mesmo de ganhar um instrumento. Depois de "se apaixonar" pelo trompete, ele melhorou notavelmente em duas semanas. Colegas descreviam Baker como um músico natural, para quem tocar era algo fácil.
Baker recebeu alguma educação musical na Glendale High School, mas abandonou os estudos aos 16 anos, em 1946, para se alistar no Exército dos Estados Unidos. Foi designado para Berlim, Alemanha, onde se juntou à 298th Army Band.(p170) Enquanto estava em Berlim, entrou em contato com o jazz moderno ao ouvir V-Discs de Dizzy Gillespie e Stan Kenton. Após deixar o Exército em 1948, estudou teoria musical e harmonia no El Camino College em Los Angeles. Abandonou o curso no segundo ano para se alistar novamente. Tornou-se membro da Sixth Army Band no Presidio em São Francisco, frequentando clubes como Bop City e o Black Hawk. Foi dispensado do Exército em 1951 e passou a se dedicar à carreira musical.

### Carreira

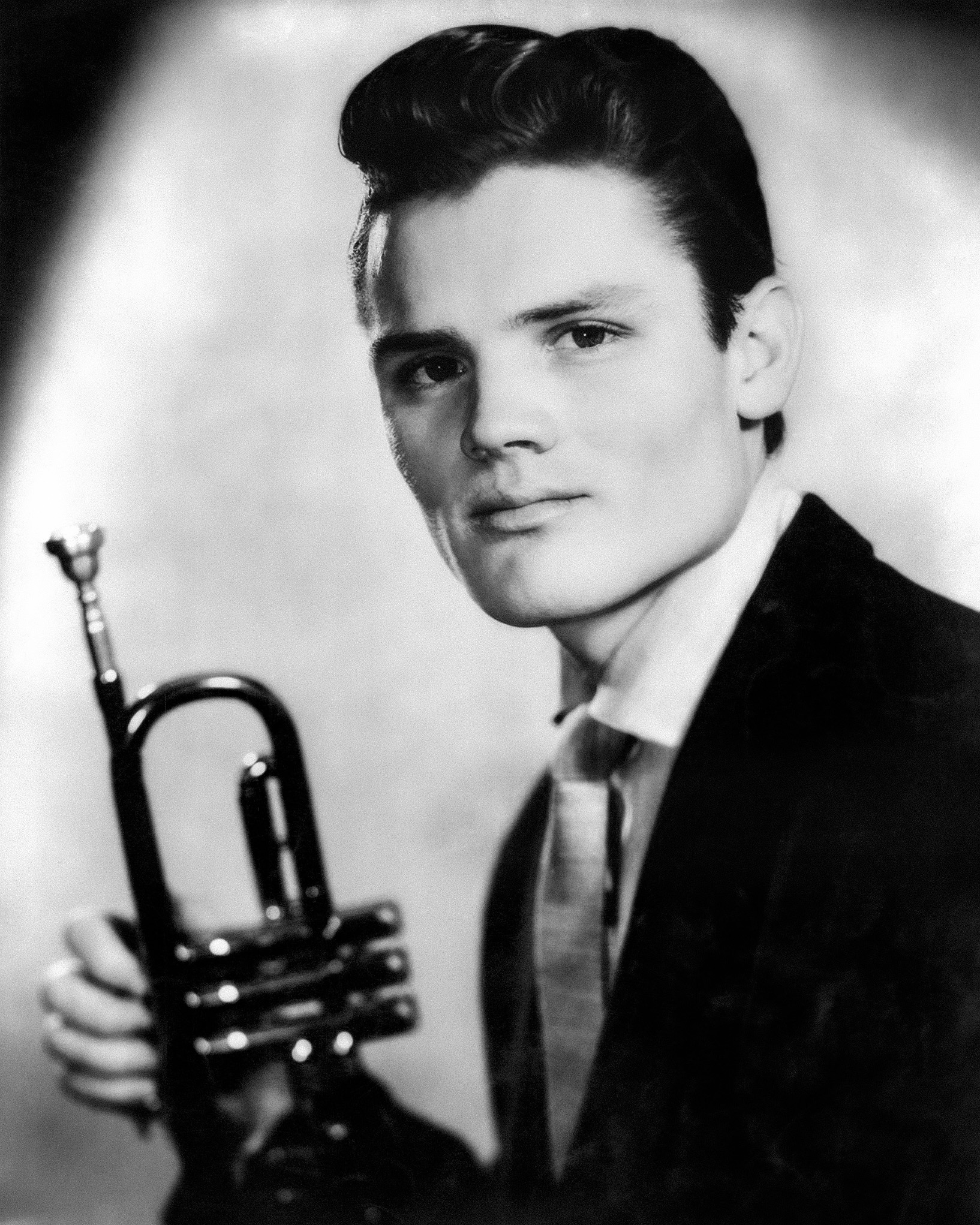
Baker em 1955

Baker se apresentou com Vido Musso e Stan Getz antes de ser escolhido por Charlie Parker para uma série de shows na Costa Oeste.
Em 1952, Baker se juntou ao Gerry Mulligan Quartet e chamou considerável atenção. Em vez de tocar linhas melódicas idênticas em uníssono, como Parker e Gillespie, Baker e Mulligan se complementavam com contraponto e antecipando o que o outro tocaria em seguida. "My Funny Valentine", com um solo de Baker, tornou-se um sucesso e ficou associada a ele pelo resto de sua carreira. Com o quarteto, Baker se apresentava regularmente em clubes de jazz de Los Angeles, como The Haig e o Tiffany Club.
Baker formou um quarteto com um rodízio que incluía o pianista Russ Freeman, os baixistas Bob Whitlock, Carson Smith, Joe Mondragon e Jimmy Bond, e os bateristas Larry Bunker, Bob Neel e Shelly Manne.
O quarteto de Baker lançou álbuns populares entre 1953 e 1956. Baker venceu enquetes de leitores das revistas Metronome e DownBeat, superando trompetistas como Miles Davis e Clifford Brown. Em 1954, os leitores o elegeram o melhor vocalista de jazz. Naquele ano, a Pacific Jazz Records lançou Chet Baker Sings, um álbum que aumentou sua visibilidade, mas também atraiu críticas. Ainda assim, Baker continuou a cantar pelo resto de sua carreira.
Baker, com seus traços juvenis e marcantes, frequentemente fotografados por William Claxton, e seu comportamento "cool" que evocava o estilo de vida descontraído da Califórnia, tornou-se uma espécie de ídolo teen, além de um respeitado músico de jazz em ascensão. Estúdios de Hollywood viram nele potencial para estrelato, e ele fez sua estreia no cinema em 1955 no filme Hell's Horizon. Baker recusou um contrato com os estúdios, preferindo a vida na estrada como músico.
Nos anos seguintes, ele liderou seus próprios combos, incluindo um quinteto em 1955 com Francy Boland, onde Baker combinava trompete e vocais. Em setembro de 1955, ele partiu para a Europa pela primeira vez, completando uma turnê de oito meses e gravando para o selo Barclay em outubro. Algumas dessas sessões foram lançadas nos EUA como Chet Baker in Europe. Enquanto estava lá, também gravou um raro acompanhamento para outra vocalista: Caterina Valente, tocando violão e cantando "I'll Remember April" e "Ev'ry Time We Say Goodbye".
Um mês após o início da turnê, o pianista Dick Twardzik morreu de overdose de heroína. Apesar disso, Baker continuou a turnê, contratando pianistas locais.
Ao retornar a Los Angeles após a turnê, Baker voltou a gravar para a Pacific Jazz. Seu trabalho incluiu três colaborações com Art Pepper, incluindo Playboys, e a trilha sonora de The James Dean Story. Baker se mudou para Nova Iorque, onde colaborou novamente com Gerry Mulligan no lançamento de 1957 Reunion with Chet Baker. Em 1958, reuniu-se com Stan Getz para Stan Meets Chet. No mesmo ano, lançou It Could Happen to You, semelhante a Chet Baker Sings, notável por apresentar suas habilidades de scat singing em vez de tocar trompete. Seu último lançamento significativo antes de retornar à Europa foi Chet, lançado pela Riverside Records, com uma formação estelar que incluía o pianista Bill Evans, o baixista Paul Chambers e o baterista Philly Joe Jones, todos associados ao renomado trompetista Miles Davis.

### Vício em drogas e declínio
Pouco depois de assinar com a Riverside Records, Baker foi preso duas vezes; a primeira prisão envolveu uma estadia em um hospital em Lexington, seguida por quatro meses na prisão de Rikers Island por acusações relacionadas a drogas. Baker disse que começou a usar heroína em 1957.(p191) No entanto, o autor Jeroen de Valk e o pianista Russ Freeman afirmaram que Baker começou a usar heroína no início dos anos 1950. Freeman foi o diretor musical de Baker depois que ele deixou o quarteto de Mulligan. Às vezes, Baker penhorava seus instrumentos para comprar drogas.

No final de 1959, Baker retornou à Europa, gravando na Itália o que ficou conhecido como as sessões de Milão com o arranjador e maestro Ezio Leoni (Len Mercer) e sua orquestra. Baker apareceu como ele mesmo no filme musicarello Howlers in the Dock. Tabloides o criticavam por seu vício em drogas e por seu comportamento irresponsável com mulheres.(p169–170) Em agosto de 1960, foi preso em Lucca por importação de narcóticos, falsificação de receitas e abuso de drogas.(p191) Isso obrigou Leoni a se comunicar com Baker através do diretor da prisão para coordenar os arranjos enquanto preparavam as gravações.
Baker passou quase um ano e meio na prisão e foi posteriormente preso na Alemanha Ocidental e expulso para a Suíça, depois para a França, mudando-se para a Inglaterra em agosto de 1962. Ele apareceu como ele mesmo no filme Stolen Hours, lançado em 1963. Foi deportado da Inglaterra para a França em março de 1963 devido a um delito relacionado a drogas. Viveu em Paris e se apresentou lá e na Espanha no ano seguinte, mas após ser preso novamente, foi deportado para os EUA da Alemanha. Ele se estabeleceu em Milpitas, Califórnia, se apresentando em São Francisco e San Jose entre períodos na prisão por fraude em receitas médicas.

Seu primeiro lançamento em 1962, após sua sentença na prisão italiana, foi Chet Is Back! pela RCA, equilibrando baladas com bop energético. No mesmo ano, Baker colaborou com Ennio Morricone em Roma em uma série de discos de orchestral pop, gravando quatro músicas originais que ele havia composto durante sua sentença na prisão: "Chetty's Lullaby", "So che ti perderò", "Motivo su raggio di luna" e "Il mio domani".
Baker retornou a Nova Iorque em 1964. Durante a maior parte dos anos 1960, Baker tocou flugelhorn e gravou músicas que podem ser classificadas como West Coast jazz. Em 1964, lançou The Most Important Jazz Album of 1964/65 pela Colpix Records, e em 1965 lançou Baby Breeze pela Limelight. Em seguida, lançou cinco álbuns pela Prestige, gravados em uma semana.
Baker ficou para trás em relação às últimas inovações do jazz.(p96) No final de 1965, ele retornou à Pacific, gravando seis álbuns temáticos cujo conteúdo se afastou do jazz puro em direção a versões instrumentais pouco inspiradas de músicas pop contemporâneas, arranjadas por Bud Shank. O próprio Baker estava insatisfeito com os discos, descrevendo-os como "apenas um trabalho para pagar o aluguel". Naquela época, ele tinha uma esposa e três filhos para sustentar.(p100–101)
No verão seguinte, já em um ponto baixo de sua carreira, Baker foi espancado, provavelmente ao tentar comprar drogas, após se apresentar no The Trident em Sausalito. No filme Let's Get Lost, Baker disse que um conhecido tentou roubá-lo, mas recuou, apenas para retornar na noite seguinte com um grupo de homens que o perseguiram. Ele entrou em um carro e foi cercado. Em vez de ajudá-lo, as pessoas dentro do carro o empurraram de volta para a rua, onde a perseguição continuou. Ele sofreu cortes e vários de seus dentes foram arrancados. Esse incidente foi frequentemente mal datado ou considerado exagerado, em parte devido ao próprio testemunho pouco confiável de Baker sobre o assunto.
Independentemente disso, o incidente de 1966 levou à deterioração de seus dentes. No final de 1968 ou início de 1969, ele precisou de dentadura. Isso arruinou seu embocadura, e ele teve que reaprender a tocar trompete e flugelhorn.
Baker afirmou que, por três anos, trabalhou em um posto de gasolina até decidir que precisava encontrar uma maneira de voltar à música e retreinar sua embocadura. O biógrafo Jeroen de Valk observa que Baker ainda estava ativo musicalmente após 1966, se apresentando e ocasionalmente gravando. Em abril de 1968, ele tocou flugelhorn no álbum Magical Mystery de Bud Shank. Em 1969, lançou Albert's House, que apresenta 11 composições de Steve Allen, que organizou a sessão de gravação para ajudar Baker a reiniciar sua carreira. Em 1970, Baker lançou Blood, Chet and Tears.
Após esses lançamentos mal-sucedidos, Baker se afastou do mundo da música. Ele não lançou outro álbum por quatro anos e, de aproximadamente 1968 a 1973, parou de se apresentar publicamente. Voltando a morar com sua família na casa de sua mãe em San Jose e dependendo de assistência social, Baker foi preso por falsificar receitas de heroína. O juiz o libertou sob a condição de que ele permanecesse em metadona pelos próximos sete anos.

### Retorno

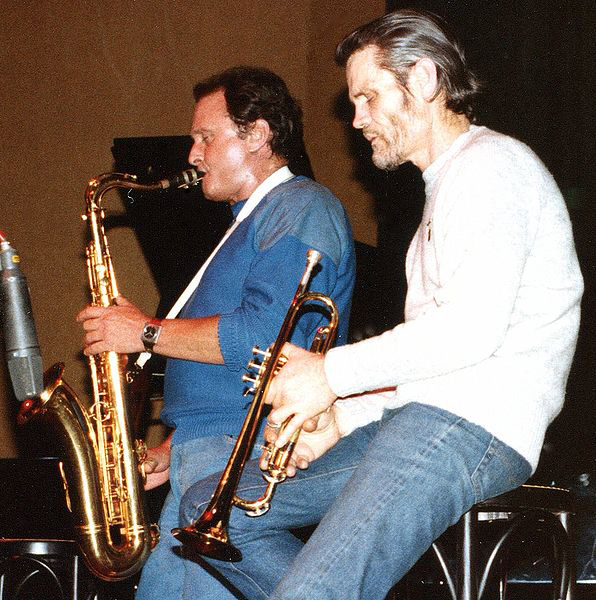
Baker (direita) e Stan Getz, 1983

Em 1973, Baker decidiu tentar um retorno. Voltando ao jazz tradicional que marcou o início de sua carreira, ele dirigiu até Nova Iorque para se apresentar novamente. Em 1974, o selo India Navigation lançou um álbum ao vivo de apresentações com o saxofonista Lee Konitz. She Was Too Good to Me, lançado pela CTI Records naquele mesmo ano, é considerado um álbum de retorno. Seu último lançamento de 1974 foi outro álbum ao vivo gravado no Carnegie Hall, que foi sua colaboração final com Gerry Mulligan.
A partir daí, o trabalho nos EUA e na Europa foi irregular. Em 1977, Baker gravou Once Upon a Summertime e You Can't Go Home Again. Em novembro daquele ano, ele retornou à Europa para uma turnê que durou o resto do ano. Recebendo renovado interesse na França, Itália, Alemanha e Dinamarca, Baker decidiu permanecer. Ele trabalhou quase exclusivamente na Europa, retornando aos EUA apenas cerca de uma vez por ano para algumas apresentações.
A partir desse momento, Baker gravou uma quantidade prolífica de material. Em 1979, ele fez 11 discos; no ano seguinte, fez 10. Eles foram lançados por pequenos selos de jazz, como Circle, SteepleChase e Sandra.
No início dos anos 1980, Baker começou a se associar a músicos com quem tinha boa sintonia, como o guitarrista Philip Catherine, o baixista Niels-Henning Ørsted Pedersen e o pianista Michel Graillier.
Mais tarde em sua carreira, Baker preferia tocar em conjuntos sem bateria. Ele detestava se apresentar em locais barulhentos para plateias desatentas. Em shows em clubes animados da França e dos EUA, ele às vezes esperava mais de meia hora para o barulho diminuir antes de começar a tocar e pausava sua performance se a plateia fizesse algazarra.(p102)
Em 1983, o cantor britânico Elvis Costello, um fã de longa data de Baker, contratou o trompetista para tocar um solo em sua música "Shipbuilding" para o álbum Punch the Clock. A música expôs a música de Baker a um novo público. Mais tarde, Baker frequentemente incluía a música de Costello "Almost Blue" (por sua vez, inspirada na versão de Baker de "The Thrill Is Gone") em seus sets de shows.
Em 1985, cinco anos após conhecer o pianista/compositor brasileiro Rique Pantoja em um clube em Paris, Baker foi convidado por Pantoja para se apresentar no Free Jazz Festival no Rio de Janeiro. Enquanto estava no Brasil, Baker gravou trompete e vocais para seu álbum de duetos Rique Pantoja & Chet Baker.
Em 1986, Chet Baker: Live at Ronnie Scott's London apresentou Baker em uma performance íntima filmada com Elvis Costello e Van Morrison enquanto ele interpretava um conjunto de standards e clássicos, incluindo "Just Friends", "My Ideal" e "Shifting Down". Além da música, Baker conversou individualmente com seu amigo e colega Costello sobre sua infância, carreira e luta contra as drogas.
Baker gravou o álbum ao vivo Chet Baker in Tokyo com seu quarteto, incluindo o pianista Harold Danko, o baixista Hein Van de Geyn e o baterista  nl. Lançado onze meses antes de sua morte, John Vinocur o chamou de "um momento glorioso no crepúsculo de Chet Baker".
No inverno de 1986, em um clube em Nova Iorque, Baker conheceu o fotógrafo de moda Bruce Weber. Weber o convenceu a fazer uma sessão de fotos para o que originalmente seria apenas um filme de três minutos. Quando Baker começou a se abrir para Weber, este o convenceu a trabalhar em um filme mais longo sobre sua vida. As filmagens começaram em janeiro de 1987. O filme finalizado, Let's Get Lost, é um documentário altamente aclamado e estilizado que explora o talento e o charme de Baker, o glamour de sua juventude agora desgastado em um estado decadente, e sua vida romântica e familiar turbulenta e sensacional. Foi lançado em setembro de 1988, quatro meses após sua morte em maio. Dois álbuns de trilha sonora, um compilando destaques do auge de sua fama e outro apresentando material novo que Baker gravou durante as filmagens do documentário, foram lançados em 1989.

### Morte

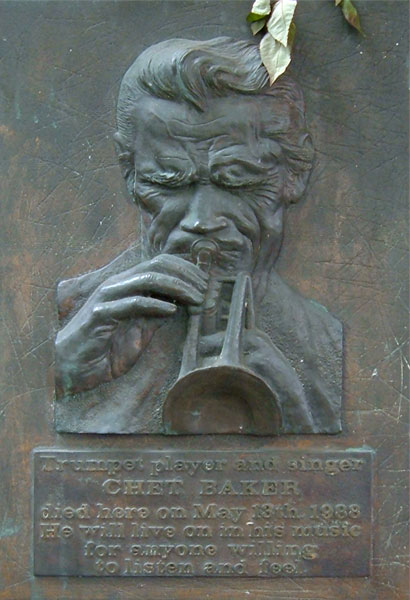
Placa no Hotel Prins Hendrik, em Amsterdã

Na madrugada de 13 de maio de 1988, Baker foi encontrado morto na rua abaixo de seu quarto no Hotel Prins Hendrik, em Amsterdã, com ferimentos graves na cabeça, aparentemente tendo caído da janela do segundo andar. Heroína e cocaína foram encontradas em seu quarto e em seu corpo. Nenhuma evidência de luta foi encontrada, e a morte foi considerada acidental. De acordo com outra versão, ele inadvertidamente trancou-se fora de seu quarto e caiu ao tentar passar da varanda do quarto vazio adjacente ao seu.

## Filmografia
- (1955) Hell's Horizon, de Tom Gries: ator
- (1959) Audace colpo dei soliti ignoti, de Nanni Loy: música
- (1960) Howlers in the Dock, de Lucio Fulci: ator
- (1963) Ore rubate ["stolen hours"], de Daniel Petrie: música
- (1963) Tromba Fredda, de Enzo Nasso: ator e música
- (1963) Le concerto de la peur, de José Bénazéraf: música
- (1964) L'enfer dans la peau, de José Bénazéraf: música
- (1964) Nudi per vivere, de Elio Petri, Giuliano Montaldo e Giulio Questi: música
- (1988) Let's Get Lost, de Bruce Weber: música
- (2015) Born to Be Blue, dirigido por Robert Budreau: cinebiografia

## Discografia

### Pacific Jazz/World Pacific
- 1953: This Time the Dream's on Me: Chet Baker Quartet Live, Vol. 1 (2000)
- 1953: The Chet Baker Quartet (1953) com Russ Freeman
- 1953: Chet Baker Quartet featuring Russ Freeman (1953)
- 1953: Chet Baker Ensemble (1953)
- 1953-54: West Coast Live (1997) com Stan Getz
- 1954: Out of Nowhere: Chet Baker Quartet Live, Vol. 2 (2001)
- 1954: My Old Flame: Chet Baker Quartet Live, Vol. 3 (2001)
- 1954: Chet Baker Sings (1954)
- 1954: Chet Baker Sextet (1954)
- 1953-54: The Trumpet Artistry of Chet Baker (1955)
- 1954: Jazz at Ann Arbor (1954)
- 1953-55: Grey December (1992)
- 1955: Chet Baker Sings and Plays (1955) com Bud Shank, Russ Freeman e Strings
- 1955: Chet Baker in Europe (1955) - this album is sub-titled A Jazz Tour of the NATO Countries
- 1956: Chet Baker & Crew (1957)
- 1956: The Route (1989) com Art Pepper
- 1956: Chet Baker Big Band (1956)
- 1956: Playboys (1956) com Art Pepper – também lançado como Picture of Heath
- 1956: Quartet: Russ Freeman/Chet Baker (1957)
- 1953-57: Pretty/Groovy (World Pacific, 1958)
- 1957: Embraceable You (1995)
- 1965: A Taste of Tequila (World Pacific, 1966) com The Mariachi Brass
- 1966: Hats Off (World Pacific, 1966) com The Mariachi Brass
- 1966: Quietly There (World Pacific, 1966) com the Carmel Strings
- 1966: Double-Shot (World Pacific, 1966) com The Mariachi Brass
- 1966: Into My Life (World Pacific, 1966) com the Carmel Strings
- 1966: In The Mood (World Pacific, 1966) com The Mariachi Brass[36]

### Barclay/EmArcy
- Chet Baker Quartet (1955) – conhecido como Rondette
- Chet Baker Quartet (1955) – conhecido como Summertime
- Chet Baker and His Quintet with Bobby Jaspar (1956) – conhecido como Alone Together
- Chet in Paris, Vol. 1: Featuring Dick Twardzik (EmArcy, 1988) – gravado em1955
- Chet in Paris, Vol. 2: Everything Happens to Me (EmArcy, 1988) – gravado em1955
- Chet in Paris, Vol. 3: Cheryl (EmArcy, 1988) – gravado em1955–56
- Chet in Paris, Vol. 4: Alternate Takes (EmArcy, 1988) – gravado em 1955-56. Esta série foi legendada ... As gravações completas do Barclay de Chet Baker.

### Riverside/Jazzland
- (Chet Baker Sings) It Could Happen to You (1958)
- Chet Baker in New York (1958) – também lançado como Polka Dots and Moonbeams
- Chet Baker Introduces Johnny Pace com Johnny Pace (1958)
- Chet (1959) – este álbum tem como subtítulo The Lyrical Trumpet of Chet Baker
- Chet Baker Plays the Best of Lerner and Loewe (1959)
- Chet Baker in Milan (Jazzland, 1959)
- Chet Baker with Fifty Italian Strings (Jazzland, 1959) – também lançado como Angel Eyes

### Prestige
- Smokin' with the Chet Baker Quintet (1965)
- Groovin' with the Chet Baker Quintet (1965)
- Comin' On with the Chet Baker Quintet (1965)
- Cool Burnin' with the Chet Baker Quintet (1965)
- Boppin' with the Chet Baker Quintet (1965)

### SteepleChase
- The Touch of Your Lips (1979) - com Doug Raney, Niels-Henning Ørsted Pedersen
- No Problem (1979) - com Duke Jordan
- Daybreak (1979) - com Doug Raney, Niels-Henning Ørsted Pedersen
- This Is Always (1979 [1982]) - com Doug Raney, Niels-Henning Ørsted Pedersen
- Someday My Prince Will Come (1979 [1983]) - com Doug Raney, Niels-Henning Ørsted Pedersen
- Diane (1985) - com Paul Bley
- When Sunny Gets Blue (1986)

### Enja
- Oh You Crazy Moon (1978 [2003])
- Peace (1982)
- Strollin' (1986) - com Philip Catherine, Jean-Louis Rassinfosse
- My Favourite Songs: The Last Great Concert (1988)
- Straight from the Heart: The Great Last Concert, Vol. 2 (1990)
- The Last Great Concert: My Favourite Songs, Vols. 1 & 2 (1988)

### Circle
- Live in Paris (1980)
- Night Bird (1980)
- Tune Up (1980 [1981])
- My Funny Valentine (1980 [1981])
- Round Midnight (1980 [1982])
- In Your Own Sweet Way (1980 [1983])
- Just Friends: Chet Baker Live in the Subway Club (1980 [1984])
- I Remember You (1980 [1984])
- Conception (1980 [1985]) - com Karl Ratzer
- Down: Chet Baker Live in the Subway Club (1980 [1988])
- It Never Entered My Mind (1980 [1990])

### Timeless
- Everything Happens To Me (1983) - com Kirk Lightsey Trio
- Mr. B (1983)
- Chet Baker Sings Again (1985)
- There'll Never Be Another You (1985 [1997]) - com Philip Catherine
- As Time Goes By (1986) - nota: este álbum tem o subtítulo Love Songs
- Cool Cat (1986 [1989]) - nota: este álbum tem o subtítulo Chet Baker Plays, Chet Baker Sings
- Farewell (1988)
- Live in Rosenheim (1988)
- Heartbreak: Chet Baker With Strings (1991)

### Fresh Sound
- Inglewood Jam: Bird & Chet Live at the Trade Winds (1952) - com Charlie Parker
- Chet Baker Live at the Trade Winds (1952) - com Sonny Criss, Wardell Gray, Jack Montrose, Al Haig
- L.A. Get-Together! (1952–1953) - com Stan Getz
- At the Forum Theater (1956) - com Phil Urso, Bobby Timmons
- Burnin' at Backstreet (1980)
- Live at Fat Tuesday's (1981) - com Bud Shank

### Philology
- Haig '53: The Other Piano Less Quartet (1953 [1996]) - com Stan Getz
- In Europe, 1955 (1955 [1991])
- A Trumpet for the Sky: Club 21, Paris - Vols. 1 & 2 (1983 [1993])
- Live from the Moonlight (1985 [1988])
- A Night at the Shalimar Club (1987 [1991])
- Little Girl Blue (1988) - com Space Jazz Trio

### Outros selos
- Chet Baker & Strings (Columbia, 1954)
- Chet Baker Quintet Cools Out (Crown, 1963)
- Chet Is Back! (RCA, 1962)
- The Most Important Jazz Album of 1964/65 (Colpix, 1964)
- Baby Breeze (Limelight, 1965)
- Baker's Holiday (Limelight, 1965)
- Albert's House (Beverly Hills, 1969)
- Blood, Chet and Tears (Verve, 1970)
- She Was Too Good to Me (CTI, 1974)
- The Incredible Chet Baker Plays and Sings (Carosello Records, 1977)
- You Can't Go Home Again (A&M/Horizon, 1977)
- Ballads for Two com Wolfgang Lackerschmid (Sandra Music, 1979)
- Rendez-Vous (Bingow, 1979)
- Blue Room com Eric Ineke, Frans Elsen and Victor Kaihatu (The Vara Studio Sessions in Holland, 1979)
- Once Upon a Summertime (Artists House, 1980)
- Leaving (Intercord, 1980)
- Broken Wing (Inner City, 1981) - originalmente lançado pelo selo em 1979
- In Concert (India Navigation, 1982)
- The Improviser (Cadence Jazz, 1984)
- At Capolinea (Red, 1984)
- Blues for a Reason (Criss Cross, 1984)
- Chet's Choice (Criss Cross, 1985)
- Hazy Hugs (Limetree, 1985)
- Witch Doctor (Contemporary, 1985) - gravado em 1953
- Chet Baker Plays Vladimir Cosma (Carrere, 1985)
- Candy (Sonet, 1985)
- Rique Pantoja & Chet Baker (Warner Music Brasil, 1987, WEA Latina, 1989)[37]
- Live at Nick's (Criss Cross, 1987)
- Memories: Chet Baker in Tokyo (Paddle Wheel, 1988)
- Stella by Starlight (West Wind, 1989)
- The Best Thing for You (A&M, 1989)
- Chet Baker Sings and Plays from the Film "Let's Get Lost" (Novus/RCA, 1989)
- Nightbird (live at Ronnie Scott's London) também conhecido como Love For Sale (Castle Communications/Jazz Door, 1990)
- Out of Nowhere (Milestone, 1991)
- Chet Baker and the Boto Brazilian Quartet (Dreyfus, 1991)
- Chet Baker in Bologna (Dreyfus, 1992)
- Live at Pueblo, Colorado 1966 (CCB, 1992)
- Somewhere Over The Rainbow (RCA, 1992) que contém seis músicas em Chet Is Back! (1962)
- Chet Baker in Tokyo, Live com Harold Danko, Hein Van Der Geyn, John Engels (Evidence, 1996)
- Sings, Plays: Live at the Keystone Korner (HighNote, 2003)
- Live in London (Ubuntu, 2016)
- In Perfect Harmony: The Lost Album (Jazz Detective, 2024)[38]

### Como sideman
| Com Stan Getz - Stan Meets Chet (Verve, 1958) - Line for Lyons (Sonet, 1983) - West Coast Live (Pacific, 1997) Com Jim Hall - Concierto (CTI, 1975) - Studio Trieste (CTI, 1982) also with Hubert Laws Com Gerry Mulligan - Gerry Mulligan Quartet Volume 1 (Pacific Jazz, 1952) - The Gerry Mulligan Quartet (Fantasy, 1953) - Lee Konitz Plays with the Gerry Mulligan Quartet (Pacific Jazz, 1953) - Gerry Mulligan Quartet Volume 2 (Pacific Jazz, 1953) - Gene Norman Presents 'The Gerry Mulligan Quartet' (GNP, 1954) - Reunion with Chet Baker (World Pacific, 1958) - Annie Ross Sings a Song with Mulligan! (World Pacific, 1959) - Carnegie Hall Concert (CTI, 1974) Com Art Pepper - The Artistry of Pepper (Pacific Jazz, 1962) - Art Pepper Plays Shorty Rogers & Others (Pacific Jazz, 1978) Com Bud Shank - Michelle (World Pacific, 1966) - California Dreamin' (World Pacific, 1966) - Brazil! Brazil! Brazil! (World Pacific, 1966) - Magical Mystery (World Pacific, 1968) | Com outros - Harry Babasin, On the Coast (Jazz Showcase, 1978) - Ron Carter, Patrão (Milestone, 1981) - Philip Catherine, Jean-Louis Rassinfosse, Crystal Bells (LDH, 1983) - Elvis Costello, Punch the Clock (Columbia, 1983) - Miles Davis, At Last (Contemporary, 1985) - Lizzy Mercier Descloux, One for the Soul (Polydor, 1986) - Astrud Gilberto, That Girl from Ipanema (Image, 1977) - Jean-Jacques Goldman, Non homologué (Epic, 1985) - Rachel Gould, All Blues (Bingow 1979) - Michel Graillier, Dream Drops (Owl, 1982) - Lars Gullin, The Great Lars Gullin Vol. 1 '55/'56 (Dragon, 1982) - Charlie Haden, Silence (Soul Note, 1989) – recorded in 1987 - Herbie Hancock, Round Midnight (Columbia, 1986) - Roland Hanna, Gershwin Carmichael Cats (CTI, 1982) - Wolfgang Lackerschmid, Chet Baker / Wolfgang Lackerschmid (Sandra Music Productions, 1979) - Wolfgang Lackerschmidt, Wolfgang Lackerschmidt & Chet Baker, Welcome Back (West Wind, 1992) - Kirk Lightsey, Everything Happens to Me (Timeless, 1983) - Joe Pass, A Sign of the Times (World Pacific, 1966) - Jack Sheldon, Jack's Groove (GNP, 1961) - Archie Shepp, In Memory Of (L+R, 1988) - Dick Twardzik, The Last Set (Pacific Jazz, 1962) - Jan Erik Vold, Blåmann! Blåmann! (Hot Club, 1988) |